# Dinotopia (série)
Dinotopia é uma série de televisão produzida pela ABC Productions, HCC Happy Crew Company e Hallmark Entertainment que foi lançada em 2002 como resultado do sucesso da minissérie homônima. Contudo, ninguém do elenco reprisou seus papéis e a série foi produzida com outros atores. A série é baseada no mundo ficcional de Dinotopia, um romance no qual dinossauros convivem com seres humanos, criado pelo autor americano James Gurney. Foram produzidos 19 episódios (treze da primeira temporada, com duração de 45 minutos cada, e seis da segunda, com duração de aproximadamente 90 minutos), mas por conta da baixa audiência apenas treze foram ao ar na televisão. Os outros seis só são encontrados no DVD da série.

## Sinopse
Um grupo de pessoas conhecido como outsiders vive fora das leis de Dinotopia, correndo perigo ao lidar com os dinossauros carnívoros existentes, incluindo Pteranodon, tiranossauros, e crocodilos como mosassauros.

## Elenco
- Erik von Detten como Karl Scott
- Shiloh Strong como David Scott
- Zoltan Papp como Martino
- Omid Djalili como Zipeau
- Sophie Ward como Rosemary
- Lisa Zane como Le Sage
- Michael Brandon como Frank Scott
- Jonathan Hyde como Prefeito Waldo
- Georgina Rylance como Marion
- Zoltán Seress como Quint
- Sian Brooke como Krista
- Ben O'Brien como Lorenzo
- Tony Osoba como Branko
- Sue Perkins como Messenger Bird
- Naomie Harris como Romana
- John Owens como Minch
- Heathcote Williams como Razouli
- Josh Cole como Roach
- Jenna Harrison como Lola
- Ivan Kaye como Catrone
- Michael Attwell como Hugo
- Christopher Greet como Elder #1

## Episódios

### Primeira temporada
1. "Marooned"
2. "Making Good"
3. "Handful of Dust"
4. "Contact"
5. "The Matriarch"
6. "The Big Fight"
7. "Night of the Wartosa"
8. "LeSage"
9. "Car Wars"
10. "Lost and Found"
11. "The Cure - Part 1"
12. "The Cure - Part 2"
13. "Crossroads"

### Segunda temporada
1. "The Outsiders"
2. "The Temptation"
3. "The Election"
4. "New Horizons"
5. "The Virus"
6. "The Exit"